# Berner Rundfahrt
Berner Rundfahrt (tyska) eller Tour du Berne (franska) är ett schweiziskt endagslopp i landsvägscykling som avhålls årligen i kantonen Bern. Första upplagan hölls 1920 och loppet kallades då, och fram till och med 1991 för Nord-West Schweizer Rundfahrt, på franska Tour du Nord-Ouest, varefter det bytte till dagens namn. När UCI Europe Tour instiftades 2005 inkluderades loppet i denna klassificerat som 1.1, men det nergraderades till 1.2 2009. Loppet ställdes in 2018 och, när det återkom året därpå, inkluderades det inte i Europe Tour. Inledningsvis gick loppet på sommaren (vanligen i juni, men ibland senare och 1965 i september) tills det 1973 flyttades till april och sedan flyttades det år 2000 till maj. Loppet går ett antal varv på en slinga, från 1938 till 2000 med start och mål i Bern, men dessförinnan flyttade det omkring i nordvästra Schweiz (ofta med start/mål i Basel, men även i orter som Grenchen, Oftringen eller Olten). 2001 flyttades start och mål till Lyss. Från 2008 till 2017 kördes loppet som fem varv på en 33,95 km lång slinga upp över Friensberg (cirka 280 höjdmeters klättring med upp till 9 stigningsprocent)..

## Podieplaceringar
| År   | Vinnare           | Tvåa                     | Trea                                       |
| 1920 | Heiri Suter       | Hermann Gehrig           | Charles Martinet                           |
| 1921 | Heiri Suter       | Max Suter                | Jean Martinet                              |
| 1922 | Heiri Suter       | Jean-Baptiste Mosselmans | Lucien Rich                                |
| 1923 | Heiri Suter       | Henry Reymond            | Kastor Notter                              |
| 1924 | Charles Guyot     | Henry Reymond            | Max Suter                                  |
| 1925 | Kastor Notter     | Heiri Suter              | Kaspar Schneider                           |
| 1926 | Albert Blattmann  | Alfred Saccomani         | Otto Lehner                                |
| 1927 | Hans Kaspar       | Otto Lehner              | Kaspar Schneider                           |
| 1928 | Georges Antenen   | Albert Meyer             | Eugen Schlegel                             |
| 1929 | Heiri Suter       | Ludwig Geyer             | Albert Meyer                               |
| 1930 | Georges Antenen   | Heiri Suter              | Alfred Rüegg                               |
| 1931 | Ernst Meier       | Ernst Hofer              | Alfred Bula                                |
| 1932 | Hermann Müller    | Turel Wanzenfried        | Georges Antenen                            |
| 1933 | Georges Antenen   | Albert Büchi             | Alfred Büchi                               |
| 1934 | Walter Blattmann  | Alfred Bula              | Fritz Müller                               |
| 1935 | Alfred Bula       | Carlo Romanatti          | Hans Martin                                |
| 1936 | Theo Heimann      | Werner Buchwalder        | Karl Steger                                |
| 1937 | Karl Wyss         | Hans Martin              | Ernst Nievergelt                           |
| 1938 | Karl Litschi      | Robert Zimmermann        | Walter Blattmann                           |
| 1939 | Theo Perret       | Hans Martin              | Edgar Buchwalder                           |
| 1941 | Paul Egli         | Hans Maag                | Ferdi Kübler                               |
| 1942 | Edgar Buchwalder  | Hans Knecht              | Werner Jaisli                              |
| 1943 | Ferdi Kübler      | Walter Diggelmann        | André Hardegger                            |
| 1945 | Hans Maag         | Ferdi Kübler             | Walter Diggelmann                          |
| 1946 | Osvaldo Bailo     | Hans Knecht              | Willy Kern                                 |
| 1947 | Hans Knecht       | Leo Weilenmann           | Oscar Plattner                             |
| 1948 | Ernst Stettler    | Roger Aeschlimann        | Hans Knecht                                |
| 1949 | Ferdi Kübler      | Gottfried Weilenmann     | Leo Weilenmann                             |
| 1950 | Oscar Plattner    | Ernst Stettler           | Emilio Croci-Torti                         |
| 1951 | Cesare Zuretti    | Walter Reiser            | Fritz Schaer                               |
| 1952 | Hans Sommer       | Hans Notzli              | Robert Bintz                               |
| 1953 | Remo Pianezzi     | Fritz Schaer             | Fritz Zbinden                              |
| 1954 | Fritz Schaer      | Ferdi Kübler             | Max Schellenberg                           |
| 1955 | Hans Hollenstein  | Ernst Rudolf             | Eugen Kamber                               |
| 1956 | Fausto Lurati     | Jean-Claude Gret         | Attilio Moresi                             |
| 1957 | Germain Derijcke  | Ernst Traxel             | René Minder                                |
| 1958 | Heinz Müller      | Giuseppe Barale          | Kurt Gimmi                                 |
| 1959 | Hans Hollenstein  | Toni Graeser             | Walter Favre                               |
| 1960 | René Strehler     | Alfred Rüegg             | Attilio Moresi                             |
| 1961 | Alfred Rüegg      | Raymond Reisser          | Gilbert Salvador                           |
| 1962 | Rolf Graf         | Rolf Maurer              | Robert Lelangue                            |
| 1963 | Rudolpg Hauser    | Fredy Dubach             | Rolf Maurer                                |
| 1964 | Joseph Hoevenaers | René Bingelli            | Kurt Gimmi                                 |
| 1965 | Robert Lelangue   | Luciano Sambi            | Giancarlo Ferretti                         |
| 1966 | Horst Oldenburg   | Danilo Ferrari           | Renato Bongioni                            |
| 1967 | Peter Abt         | Hans Junkermann          | Auguste Girard                             |
| 1968 | Peter Hill        | Peter Glemser            | Jacques Cadiou Fernand Etter Willy Spuhler |
| 1969 | Louis Pfenninger  | Peter Abt                | Herbert Wilde                              |
| 1970 | Leo Duyndam       | Winfried Bölke           | Arie den Hartog                            |

| År         | Vinnare                                                                       | Tvåa                                                                          | Trea                                                                          |
| 1971       | Erich Spahn                                                                   | Maurice Dury                                                                  | Willy De Geest                                                                |
| 1972       | Erich Spahn                                                                   | Harrie Jansen                                                                 | Jürgen Tschan                                                                 |
| 1973       | ersatt av ett amatörlopp vunnet av Roland Salm                                | ersatt av ett amatörlopp vunnet av Roland Salm                                | ersatt av ett amatörlopp vunnet av Roland Salm                                |
| 1974       | Roland Salm                                                                   | Frans Van Beeck                                                               | Stefan Marti                                                                  |
| 1975       | Roland Salm                                                                   | Marc Meernhout                                                                | Gianni Di Lorenzo                                                             |
| 1976       | René Savary                                                                   | Geert Malfait                                                                 | Roland Salm                                                                   |
| 1977       | Simone Fraccaro                                                               | Giuseppe Saronni                                                              | Giovanni Battaglin                                                            |
| 1978       | Eddy Verstraeten                                                              | Bruno Wolfer                                                                  | Gody Schmutz                                                                  |
| 1979       | Gody Schmutz                                                                  | Ennio Vanotti                                                                 | Erwin Lienhard                                                                |
| 1980       | Rudy Colman                                                                   | Serge Parsani                                                                 | Mario Beccia                                                                  |
| 1981       | Rudy Pevenage                                                                 | Yvan Lamote                                                                   | Sigmund Hermann                                                               |
| 1982       | Erich Maechler                                                                | Gilbert Glaus                                                                 | Eric McKenzie                                                                 |
| 1984       | Sean Kelly                                                                    | Philippe Leleu                                                                | Claude Criquielion                                                            |
| 1985       | Urs Freuler                                                                   | Hans Daams                                                                    | Jürg Bruggmann                                                                |
| 1986       | Stefan Joho                                                                   | Jürg Bruggmann                                                                | Kim Andersen                                                                  |
| 1987       | Philippe Chevallier                                                           | Thomas Wegmüller                                                              | Richard Trinkler                                                              |
| 1988       | Urs Freuler                                                                   | Michael Wilson                                                                | Jean-Philippe Vandenbrande                                                    |
| 1989       | Mauro Gianetti                                                                | Thomas Wegmüller                                                              | Niki Rüttimann                                                                |
| 1990       | Thomas Wegmüller                                                              | Rolf Jaermann                                                                 | Frank Van Den Abeele                                                          |
| 1991       | Serge Baguet                                                                  | Benny van Brabant                                                             | Andreï Tchmil                                                                 |
| 1992       | Erich Maechler                                                                | Fabian Jeker                                                                  | Laurent Dufaux                                                                |
| 1993       | Erik Zabel                                                                    | Éric Caritoux                                                                 | Jan Nevens                                                                    |
| 1994       | Andreas Kappes                                                                | Pascal Richard                                                                | Frank Vandenbroucke                                                           |
| 1995       | Luca Scinto                                                                   | Pascal Richard                                                                | Michel Lafis                                                                  |
| 1996       | Beat Zberg                                                                    | Felice Puttini                                                                | Michele Coppolillo                                                            |
| 1997       | Michael Andersson                                                             | Christian Henn                                                                | Giuseppe Di Grande                                                            |
| 1998       | Markus Zberg                                                                  | Oscar Camenzind                                                               | Simone Leporatti                                                              |
| 1999       | Andrea Ferrigato                                                              | Niki Aebersold                                                                | Oscar Camenzind                                                               |
| 2000       | Lukas Zumsteg                                                                 | Marcel Strauss                                                                | Christian Weber                                                               |
| 2001       | Danilo Hondo                                                                  | Roman Peter                                                                   | Uwe Straumann                                                                 |
| 2002       | Kim Kirchen                                                                   | Mauro Gianetti                                                                | Laurent Paumier                                                               |
| 2003       | ersatt av ett "landsvägsomnium" (kriterium + ITT) vunnet av Fabian Cancellara | ersatt av ett "landsvägsomnium" (kriterium + ITT) vunnet av Fabian Cancellara | ersatt av ett "landsvägsomnium" (kriterium + ITT) vunnet av Fabian Cancellara |
| 2004       | Aljaksandr Usaŭ                                                               | Roman Peter                                                                   | Sascha Urweider                                                               |
| 2005       | René Weissinger                                                               | Giampaolo Cheula                                                              | Alexandre Moos                                                                |
| 2006- 2007 | ej avhållet                                                                   | ej avhållet                                                                   | ej avhållet                                                                   |
| 2008       | Jarosław Marycz                                                               | Guillaume Bonnafond                                                           | Arnaud Godet                                                                  |
| 2009       | Michael Baer                                                                  | René Murpf                                                                    | Bernhard Oberholzer                                                           |
| 2010       | Choi Ki-ho                                                                    | Daniel Teklehaimanot                                                          | Roger Beuchat                                                                 |
| 2011       | Pirmin Lang                                                                   | Natnael Berhane                                                               | Mirco Saggiorato                                                              |
| 2012       | Silvan Dillier                                                                | Marcel Aregger                                                                | Édouard Lauber                                                                |
| 2013       | Marcel Wyss                                                                   | Sébastien Reichenbach                                                         | Rémi Cusin                                                                    |
| 2014       | Matthias Brändle                                                              | Simon Zahner                                                                  | Pirmin Lang                                                                   |
| 2015       | Tom Bohli                                                                     | Antonio Parrinello                                                            | Andrea Pasqualon                                                              |
| 2016       | Enrico Salvador                                                               | Danilo Celano                                                                 | Édouard Lauber                                                                |
| 2017       | Filippo Fortin                                                                | Bram Welten                                                                   | Fabian Lienhard                                                               |
| 2018       | ej avhållet                                                                   | ej avhållet                                                                   | ej avhållet                                                                   |
| 2019       | Stefan Bissegger                                                              | Henok Mulubrhan                                                               | Fabian Lienhard                                                               |
| 2020- 2021 | ej avhållet                                                                   | ej avhållet                                                                   | ej avhållet                                                                   |
| 2022       | Simon Vitzthum                                                                | Lukas Rüegg                                                                   | Brieuc Rolland                                                                |
| 2023       | Arnaud Tendon                                                                 | Marcel Wyss                                                                   | Lukas Rüegg                                                                   |
| 2024       | Diego Casagrande                                                              | Christoph Janssen                                                             | Luca Jenni                                                                    |